# 渡部審也
渡部 審也（わたなべ しんや、1875年12月26日 - 1950年12月5日）は洋画家である。作品のほとんどが関東大震災や第二次世界大戦などで焼けてしまい、残っていない。

## 人物
岐阜県大垣市室町の大垣藩士・渡部弘の子。父の弘も廃藩された後は絵画に専念した。兄の渡部鍬太郎（金秋、1860年 - 1905年）も洋画家である。1890年（明治23年）、兄・鍬太郎を頼り東京へ上京。金秋から洋画を学ぶ。1894年（明治27年）、国粋主義思想の強い中、洋画を排斥する動きに反し、明治美術会教場に入学。
- 1898年（明治31年）、第十回明治美術会に「猿曳」を出品する。
- 1900年（明治33年）、結城素明の後任として中央新聞に入社。同年、パリ万国博覧会に「魚婦」出品。
- 1901年（明治34年）、太平洋画会の創立に参加。
- 1902年（明治35年）4月、中央新聞を退社。同年5月、時事新報に入社。
- 1909年（明治42年）、太平洋画会研究所の評議員、太平洋画会の幹部になる。同年、水彩画「別府海地獄」宮内省が買い上げる。
- 1916年（大正5年） 時事新報社を退社する。
- 1927年（昭和2年） 文部省台湾総督府の嘱託として教科書の挿画を描く。

## 作品
- 「大和武尊」 油彩・キャンバス 額装 150x181cm 神宮徴古館蔵[3]
- 「大石良雄」 油彩・キャンバス 額装 150x180cm 神宮徴古館蔵[3]
- 「乃木将軍とステッセル」 油彩・キャンバス 額装 150x180cm 神宮徴古館蔵[3]
- 「満州事変」 油彩・キャンバス 額装 150x180cm 神宮徴古館蔵[3]

## 著書
- コドモノエデホン、大正書院、1913年